# Rejowiec (województwo świętokrzyskie)
Rejowiec – wieś w Polsce położona w województwie świętokrzyskim, w powiecie jędrzejowskim, w gminie Nagłowice.
| SIMC    | Nazwa    | Rodzaj     |
| ------- | -------- | ---------- |
| 0254976 | Chycza   | przysiółek |
| 0254960 | Okupniki | część wsi  |

W dobie Sejmu Wielkiego Rejowiec należał do powiatu lelowskiego.
W latach 1975–1998 miejscowość położona była w województwie kieleckim.
Przez wieś przechodzi  niebieska ścieżka rowerowa do Radkowa.